# Хатунь (Московская область)
Хатунь — село в Ступинском районе Московской области в составе Семёновского сельского поселения (до 2006 года было центром Хатунского сельского округа).
Городище «Городок» на южной окраине села принято отождествлять с древнерусским городом Хатунь, существовавшим с XII по XVI век, превратившимся со временем в современное село.

## География
Хатунь расположена в западной части района, на левом берегу реки Лопасня, высота центра села над уровнем моря — 145 м. Ближайшие населённые пункты: Прудно — за рекой, на западе и Грызлово — в полукилометре на север.

### Улицы
На 2015 год в Хатуни 20 улиц, 8 переулков, проезд, тупик и 2 садовых товарищества.

## Население
| 2002 | 2006 | 2010 |
| ---- | ---- | ---- |
| 965  | ↘856 | ↗936 |

## Инфраструктура, памятники
В Хатуни работает средняя школа, действует церковь Рождества Пресвятой Богородицы, 1785 года постройки, памятник архитектуры федерального значения, также существовали не сохранившиеся Воскресенская церковь, основанная в XVI веке и часовня 1846 года постройки. Село связано автобусным сообщением с соседними населёнными пунктами.
На городище находилась кладбищенская деревянная церковь Воскресения Христова, построенная между 1646 и 1709 годами. В декабре 1957 года она была разобрана. В ноябре 1958 года Мособлисполком вынес решение о восстановлении памятника. Был разработан проект, предусматривавший также воссоздание крыльца и галерей, но работы проведены не были — памятник какое-то время находился в штабелях в разобранном виде и впоследствии был окончательно утрачен.

## См. также

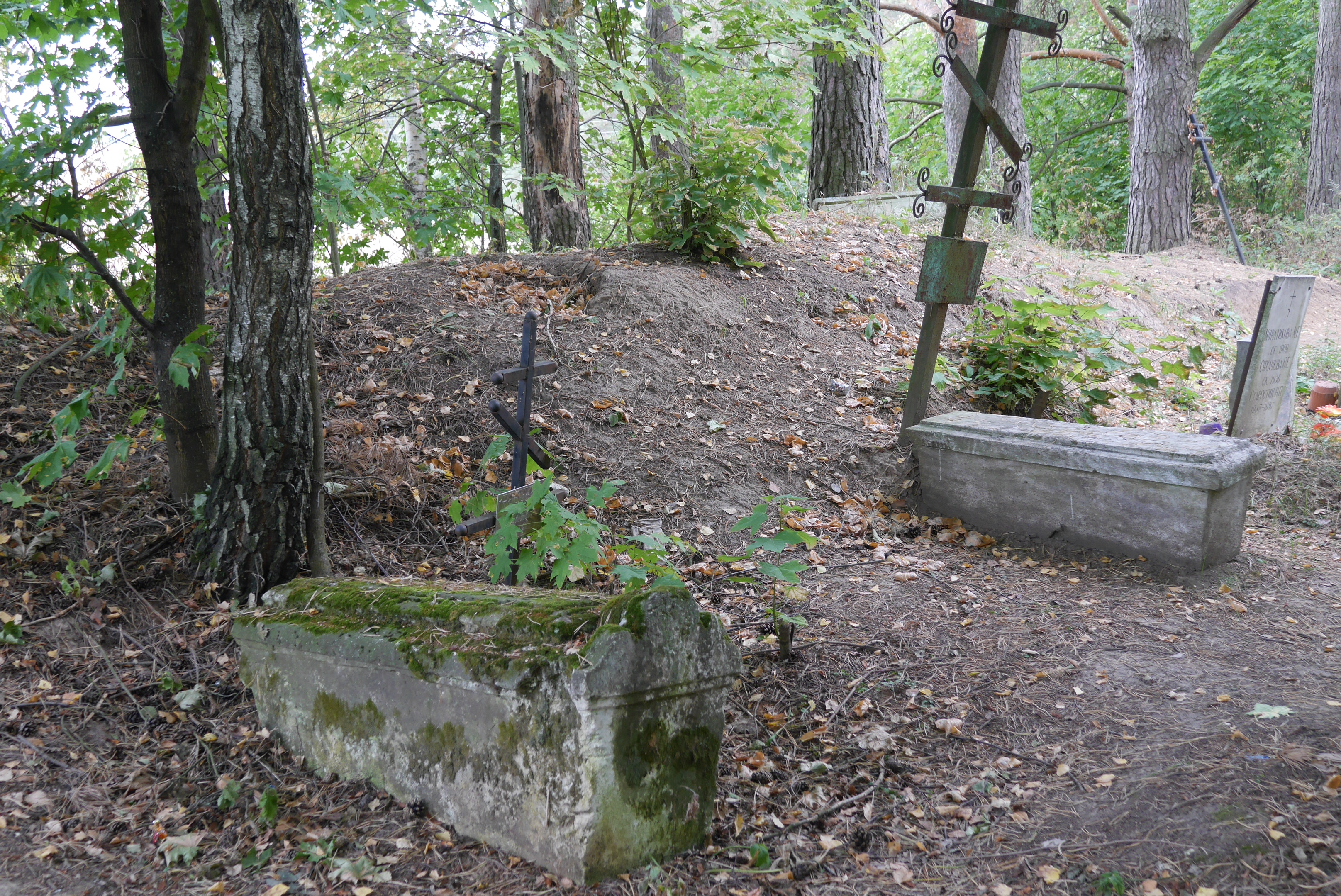
Городище Городок (летописный город Хатунь)